# Prado Verde
Prado Verde és una concentració de població designada pel cens dels Estats Units a l'estat de Texas. Segons el cens del 2009 tenia 216 habitants.

## Demografia
Segons el cens del 2000, Prado Verde tenia 200 habitants, 60 habitatges, i 55 famílies. La densitat de població era de 594 habitants/km².
Dels 60 habitatges en un 51,7% hi vivien nens de menys de 18 anys, en un 85% hi vivien parelles casades, en un 3,3% dones solteres, i en un 8,3% no eren unitats familiars. En el 8,3% dels habitatges hi vivien persones soles l'1,7% de les quals corresponia a persones de 65 anys o més que vivien soles. El nombre mitjà de persones vivint en cada habitatge era de 3,33 i el nombre mitjà de persones que vivien en cada família era de 3,51.
Per edats la població es repartia de la següent manera: un 35% tenia menys de 18 anys, un 6,5% entre 18 i 24, un 26,5% entre 25 i 44, un 24,5% de 45 a 60 i un 7,5% 65 anys o més.
L'edat mediana era de 36 anys. Per cada 100 dones de 18 o més anys hi havia 97 homes.
La renda mediana per habitatge era de 49.286$ i la renda mediana per família de 68.056$. Els homes tenien una renda mediana de 38.409$ mentre que les dones 45.179$. La renda per capita de la població era de 14.186$. Cap de les famílies i el 3,9% de la població estaven per davall del llindar de pobresa.

## Poblacions més properes
El següent diagrama mostra les poblacions més properes.